# La canzone dell'estate
La canzone dell'estate è un singolo del cantautore italiano Luca Carboni, pubblicato il 10 luglio 2020.

## Descrizione
Prodotto da Michele Canova Iorfida e arrangiato da Michele Canova Iorfida e Valerio Carboni singolo è stato scritto durante la quarantena.

## Video musicale
Il videoclip, diretto da Davide Spina e Matteo Bombarda, è stato reso disponibile in anteprima il 16 luglio 2020 tramite il sito Internet del quotidiano Corriere della Sera. Mentre dal 17 luglio 2020 è stato reso disponibile anche sul canale Youtube del cantautore.

## Tracce
Testi e musiche di Luca Carboni, Valerio Carboni, Daniele Coro,  e Alex Vella.
1. La canzone dell'estate – 3:21

## Classifiche
| Classifica (2020)         | Posizione massima |
| ------------------------- | ----------------- |
| Italia (airplay italiane) | 14                |